# Долвиделан (замок)
Замок Долвиделан (валл. Castell Dolwyddelan) — средневековый замок, расположенный рядом с деревней Долвиделан в городе-графстве Конуи в северном Уэльсе.

## История замка
Долвиделан является местом рождения Лливелина Великого, скорее всего тот появился на свет в укреплении Томен-Касл неподалёку от замка Долвиделан. С именем этого правителя Гвинеда связано и возведение замка Долвиделан в XIII веке, который являлся одним из оборонительных сооружений перекрывающих подходы к оплоту гвинедских принцев в Сноудонии.
Замок был одним из важнейших опорных точек Лливелина ап Грифида, но в рамках кампании по завоеванию Уэльса был взят войсками Эдуарда I 18 января 1283 года, и охранялся усиленным контингентом англичан до 1290 года. Предположительно в это время была возведена Западная башня.
Затем Долвиделан вновь стал использоваться в XV веке, когда местный землевладелец Маредид ап Иейан провёл его восстановление и пристроил ещё один этаж к донжону. В середине XIX века состоялась ещё одна реконструкция замка лордом Уилоуби де Эресби, в рамках которой главная башня была увенчана зубцами.

## Появление в фильмах
Окрестности и виды Долвиделана были использованы для отображения замка Ульриха при съемках фильма «Убийца драконов» в 1980 году.